# Dasyatis garouaensis
Dasyatis garouaensis е вид хрущялна риба от семейство Dasyatidae. Видът е световно застрашен, със статут Уязвим.

## Разпространение
Разпространен е в Бенин, Гвинея, Камерун, Мали, Нигер и Нигерия.